# Кожаный парад
«Кожаный парад» (англ. Pigskin Parade) — американский чёрно-белый музыкальный фильм 1936 года, снятый режиссёром Дэвидом Батлером на студи 20th Century Fox. Фильм примечателен тем, что стал дебютом в полнометражном кино для Джуди Гарленд.

## Сюжет
Команда Йельского университета хочет пригласить на матч по американскому футболу сильную команду Техасского университета. Однако по ошибке приглашение было отправлено другому университету, никогда не отличавшемуся успехами в американском футболе. Но команду возглавляет новый тренер Слаг Уинтерс (Джек Хейли) и выводит её на новый уровень. В этом ему очень помогает жена Бесси (Пэтси Келли), случайно увидевшая в поле деревенского парня Эймоса (Стюарт Эрвин), метающего дыни на огромное расстояние и попадающего точно в сачок, который держит его младшая сестра Сэйри (Джуди Гарленд). Эймос был тут же приглашён в команду, с ним поехала и Сэйри, мечтающая стать певицей. После серии товарищеских матчей, в которых Эймос проявляет себя самым лучшим образом, команда наконец приезжает в Нью-Хейвен. Матч проходит в непривычную для техасцев снежную погоду и складывается с переменным успехом, но в итоге Эймос приносит своей команде победу.

## Музыка
Большую часть песен в фильме исполнили квартет Yacht Club Boys — «Woo Woo», «We’d Rather Be in College», «Down With Everything», «We Brought the Texas Sunshine Here With Us», и четырнадцатилетняя Джуди Гарленд — «The Balboa», «The Texas Tornado», «It’s Love I’m After».

## Дополнительно
- Техасский университет в фильме является вымышленным, существующий сейчас университет с таким названием получил своё имя только в 2003 году.
- Прижившийся[3][4] в русском языке перевод названия фильма «Кожаный парад» не вполне точен. «Pigskin» по-английски дословно означает «свиная кожа», но это также сленговое название мяча для американского футбола.[5][6]